# CD Málaga
Club Deportivo Málaga a fost un club de fotbal din Málaga, Andalusia, Spania. Echipa a evoluat 20 de sezoane în La Liga înainte de a fi desființată în 1992.

## Palmares
- Segunda División: 1951–52, 1966–67, 1987–88
- Tercera División: 1943–44, 1945–46, 1959–60

## Jucători notabili
| - Sebastián Viberti - Cyril Makanaky - Albeiro Usuriaga - Miguel Guerrero - Luka Bonačić - Kim Christofte - John Lauridsen - Abdallah Ben Barek - Antonio Cabral - Sebastián Fleitas - Pedro Bazán | - Juan Antonio Deusto - Jesús Garay - Pedro Luis Jaro - Juanito - Antonio Mata - Paquito - Miguel Ramos Vargas - Esteban Vigo - Gustavo Matosas |

## Antrenori celebri
- Helenio Herrera
- Otto Bumbel
- Jenő Kálmár
- Ladislao Kubala
- Domènec Balmanya
- Antonio Benítez
- Marcel Domingo
- Ricardo Zamora
- José María Zárraga
- Milorad Pavić